# Salvatore Requirez
Salvatore Requirez (Palermo, 15 settembre 1957) è uno scrittore e medico italiano.

## Biografia
Laureato in Medicina e Chirurgia all'Università degli Studi di Palermo. Master Nazionale della Società Italiana di Verifica e Revisione della Qualità delle cure in Sanità. Diploma CORGESAN (Organizzazione e Gestione in Sanità) presso il CERGAS della Scuola di Direzione Aziendale  dell'Università Bocconi di Milano.

### Attività sanitaria
Dirigente medico dell'Assessorato alla Salute della Regione Siciliana, ha diretto diverse aziende sanitarie provinciali (Enna, Siracusa, Palermo, Trapani) e ospedaliere (Villa Sofia-CTO, Azienda Ospedali Riuniti di Palermo). Dal 2019 è direttore sanitario dell'Azienda ospedaliera Civico - Di Cristina e Benfratelli di Palermo., fino al 2022. 
Nei ruoli regionali ha introdotto nel 1991 la logica del Sistema dei DRGs nel Servizio Sanitario Regionale e ha coordinato la stesura del Piano Regionale della Prevenzione di cui al Decreto Assessoriale Salute n.351/2016. Ha prodotto pubblicazioni scientifiche in materia di Sistema DRGs, Classificazione delle Cause di Ricovero ICD, VRQ in Sanità ospedaliera e territoriale, Valutazione delle Performance in Sanità, Flussi informativi del Servizio Centrale della Programmazione Sanitaria del Ministero della Salute, Disease Management nell'assistenza sanitaria territoriale.
Nel 2022 è nominato dalla giunta presieduta dal Presidente della Regione Siciliana Renato Schifani, Dirigente generale del Dipartimento Attività Sanitarie e Osservatorio Epidemiologico dell'Assessorato per la Salute.

### Attività letteraria
Appassionato di Storia prevalentemente locale, nella sua prima pubblicazione Le ville di Palermo ha curato la revisione storica degli antichi insediamenti suburbani sei-settecenteschi. Cultore di storia dell'automobilismo, ha scritto diversi volumi sulle principali corse di durata isolane, in specie sulla Targa Florio,sui grandi piloti che le hanno disputate, e nel 1998  riceve la targa d’onore al Premio Bancarella Sport. . Da lì il suo interesse si è spostato sulla storia della famiglia Florio trattata sia attraverso saggi che romanzi. Il romanzo storico Il Segreto dell'Anfora è ambientato, invece, nella Sicilia del Seicento e incentrato sulle fosche vicende che segnarono gli anni della Santa Inquisizione. Nel romanzo Di nessun colore affronta il delicato tema del radicamento della mafia a Palermo all'indomani della Seconda guerra mondiale. Nel 2020 partecipa alla stesura dell’opera I messaggeri dell'Apocalisse. Le epidemie tra medicina, storia, arte, filosofia, letteratura, psicologia e antropologia dove l’emergenza legata alla diffusione planetaria del Covid-19 viene collegata alla memoria di analoghi devastanti aspetti della storia dell’umanità attraverso le sue molteplici espressioni artistiche e scientifiche. Nel 2024 nel volume Madè, corse e piloti, ripercorre la passione per lo sport automobilistico del grande pittore siciliano. Nello stesso anno pubblica il romanzo storico La macchia con cui, partendo dalle annotazioni diaristiche del marchese di Villabianca, offre uno spaccato della società siciliana del Settecento soffermandosi sugli aspetti meno contemplati dalla visione di casta del nobile cronista palermitano.  

## Opere
- Le Ville di Palermo, Flaccovio Editore, 1996 ISBN 88-7804-135-1
- Targa Florio, Palermo, Flaccovio Editore, 1997
- Casa Florio, Palermo, Flaccovio Editore, 1998, ISBN 88-7804-159-9.
- I campioni della Targa Florio, Palermo, Flaccovio, 2003
- Il Leone di Palermo, Palermo, Flaccovio Editore, 2005, ISBN 8878042838
- Di nessun colore, Palermo, Flaccovio, 2008
- Le ville di Palermo, Palermo, Flaccovio Editore, 2009, ISBN 88-7804-464-4.
- Storia dei Florio, Palermo, Flaccovio Editore, 2010, ISBN 978-88-7804-488-3.
- La Regina delle Madonie, Palermo, Astuta, 2013
- Cento volti di un Mito, Palermo, Nuova Ipsa Editore, 2015, ISBN 9788876766459
- Il segreto dell'anfora, Palermo, Nuova Ipsa Editore, 2015 ISBN 978-8876766121
- Il Giro Automobilistico di Sicilia, Palermo, Nuova Ipsa Editore, 2019  ISBN 978-8876767319
- I Messaggeri dell'Apocalisse, Palermo, Nuova Ipsa Editore, 2020  ISBN 9788876767678
- Coppa Florio, Palermo, Nuova Ipsa Editore, 2020  ISBN 978-88-7676-766-1
- Con gli occhi di Franca, Palermo, Nuova Ipsa Editore, 2020  ISBN 978-8876767029
- Il soffio di vita, Dramma in atto unico, Palermo 2021, ISBN 979-12-20086219
- Ignazio Florio, il Leone di Palermo, Palermo, Nuova Ipsa Editore, 2021 ISBN 9788876767739
- Memorie dell'Isola, Palermo, Nuova Ipsa Editore, 2021  ISBN 978-88-7676-808-8
- Il Leone di Palermo. La vita di Ignazio Florio (saggio), Milano, Edizioni Piemme, 2022 ISBN 978-88-566-8553-4
- Madè, corse e piloti, Palermo, Edizioni Plumelia, 2024 ISBN 979-12-80998-35-4
- La macchia, Palermo, Nuova Ipsa Editore, 2024, ISBN  978-8876767784